# Armoriale dei comuni del cantone LUX 10 - Remich
Questa pagina contiene le armi (stemma e blasonatura) dei comuni del Cantone di Remich.
| Stemma | Nome del comune e blasonatura |
| ------ | --- |
|        | Bourmerange (burellato d'oro e di rosso di dieci pezzi, al palo d'azzurro caricato da una crocetta patente d'argento accompagnata da due gigli d'oro, uno in capo e uno in punta)                                                                                                |
|        | Bous (troncato: nel 1° d'argento, a due lance gigliate di nero poste in decusse, al leone di rosso attraversante; nel 2° di rosso, a sei rotelle da sperone d'argento poste 3, 2 e 1)                                                                                            |
|        | Dalheim (trinciato: nel 1° d'oro, al globo sostenente un'aquila dal volo abbassato, il tutto d'oro; nel 2° d'azzurro, a due salmoni d'argento addossati e posti in palo; al pastorale d'argento, guarnito d'oro posto in banda sulla partizione)                                 |
|        | Lenningen (inquartato d'oro e d'argento, alla croce di rosso attraversante accantonata da quattro foglie di ninfea dello stesso appuntate in cuore) |
|        | Mondorf-les-Bains (d'oro, alla croce in decusse di rosso, accantonata da quattro rose dello stesso punteggiate di verde) |
|        | Remich (d'argento, a cinque burelle d'azzurro (forse meglio burellato d'argento e d'azzurro di dieci pezzi) al leone di rosso coronato d'oro) |
|        | Schengen (d'argento, allo scaglione alzato di rosso caricato di tre losanghe d'oro poste una in capo a due sulle braccia, accompagnato da due grappoli di verde posti in capo e da un grifo di nero in punta)                                                                    |
|        | Stadtbredimus (d'oro, alla chiusa aperta di nero, sostenuta da un mare ondato d'azzurro, caricato di due fasce ondate d'argento, movente dalla punta; al capo di rosso caricato di tre piante di vite, sostenute da un bastone in palo, fruttate e pampinose di due pezzi d'oro) |
|        | Waldbredimus (d'argento, a due lance gigliate di nero poste in decusse; alla croce di rosso attraversante caricata da una croce ancorata d'oro) |
|        | Wellenstein (troncato ondato: nel 1° d'azzurro, al ramo di vite pampinoso di tre pezzi d'oro; nel 2° burellato ondato d'argento e d'azzurro di dieci pezzi al leone di rosso armato e lampassato d'oro)                                                                          |